# Parque nacional de Deux Balés
El parque nacional de Deux Balés (del francés: Parc national des Deux Balés) es un área protegida situada en el centro este de Burkina Faso. Está dentro de la provincia de Mouhoun justo al oeste del Río Volta Negro a una altitud de 235-310 m. 
Deux Bales se creó en 1937 como el forêts classées des Deux balas (Bosques clasificados de Deux Balés), con una superficie de 610 kilómetros cuadrados.  En ese momento, era parte del África Occidental Francesa. En 1967, mientras que fue parte de la recién independiente República del Alto Volta, al área se le dio el nombre de parque nacional y se le registró como "Parc national des Deux de Bales". Sin embargo, todavía no hay una ley que lo considere formalmente como un parque nacional.